# Zandzeepsodemineraalwatersteenstralen
Zandzeepsodemineraalwatersteenstralen is een bastaardvloek van 37 letters.

Het gaat .. om het verbasteren van sodemieter. .. in elke keuken hing een rekje met drie potten erin .. en daar stonden die drie woorden op. .. de tafelmessen en het vleesmes moesten regelmatig van roestaanslag ontdaan worden .. en het zand was het slijpmiddel. .. Zand-zeep-soda is een heerlijke combinatie om stevig uit te spreken; iedereen verwacht soda maar dan komt bijna het hele woord sodemieter, alleen de laatste lettergreep is verdoezeld door het - wat lange - woord mineraalwater.

Het woord werd in 1994 gebruikt door de Vlaamse auteur Herman Brusselmans in zijn roman Het oude nieuws van deze tijden (ISBN 9053332898).
De vloek is opgenomen in de twaalfde (1992/1995) en dertiende editie (1999) van de Dikke Van Dale. Het woord betekent volgens Van Dale in de volkstaal: oprotten, opsodemieteren, opdonderen, ophoepelen. In de veertiende uitgave, uit 2005, is het woord echter niet meer opgenomen.